# Ониани, Вахтанг
Вахтанг Ониани (груз. ვახტანგ ონიანი; 14 апреля 1930, Жахундери, Рача-Лечхуми и Квемо-Сванети — 18 марта 2024) — грузинский скульптор, живописец и график. Заслуженный художник Грузинской ССР (1967). Кавалер ордена «Ордена Чести» (2002).

## Биография
В 1957 году окончил Тбилисскую государственную академию художеств по специальности скульптор. С 1960 по 1961 год работал главным художником журнала «Флаг»; С 1964 по 1980 год был главным художником Госкомитета по печатной речи. Работы Ониани: скульптура — «Ископаемые слёзы», «Сванская девушка» (обе 1958), «Махвши» (1967), «Мать Место» (1967), «Колонна знаний» (1981), «Бюст Михаила Хергиани» у Дома-музея Хергиани в Местии.; Станковая скульптура — «Мужчина из Лашхети», «Портрет дочери» и др .; Графика — «Портрет жены» (1965), «Красные облака» (1967) и другие. Художественно оформил и проиллюстрировал образцы грузинских народных эпосов: «Гивергил», «Амирани», «Беткил», «Ладлер», «Далис Сауфло». Участвовал в выставках в Тбилиси и многих городах мира с 1957 года; Он подписал грузинский раздел на Алжирской международной ярмарке (1967, награждён Большой золотой медалью) и грузинский павильон на Измирской международной ярмарке (1968). Автор нескольких произведений искусства, в том числе: «Золотой век», «Полёт белых ласточек или ...» и других.
Умер 18 марта 2024 года возрасте 93 лет.